# Dimitrios Tombrof
Dimitrios Tombrof (in greco Δημήτριος ΜηΧαήλ "Δημήτρι" Τομπρωφ; Smirne, 5 marzo 1878 – Bruxelles, ...) è stato un mezzofondista greco.

## Biografia
Noto anche come Dimitrios Tomproff, di questo atleta si conosce molto poco, ma è entrato nella storia dello sport olimpico in quanto partecipò ai I Giochi dell'era moderna di Atene 1896.
Faceva parte della comunità greca che viveva a Smirne, città dell'Asia Minore inclusa nell'Impero ottomano. Tomprof partecipò ai Giochi come greco
Tomprof partecipò nelle gare di mezzofondo: 800 e 1500 metri.

## Piazzamenti
- 4º - 1500 m - Atletica - Atene, 1896
- Eliminato 2ª batteria - 800 m - Atletica - Atene, 1896